# Litoria angiana
Litoria angiana – gatunek płaza bezogonowego z podrodziny Pelodryadinae w rodzinie rzekotkowatych (Hylidae). Endemit Nowej Gwinei.
Płaz ten występuje w górach Nowej Gwinei i jest szeroko rozprzestrzeniony zarówno w części wyspy należącej do Indonezji, jak i Papui-Nowej Gwinei. Jest spotykany w przedziale wysokości 1200–3300 m n.p.m. Występuje w górskich lasach deszczowych wzdłuż potoków o wartkim nurcie. Nie stwierdzono go w środowisku zmodyfikowanym przez działalność człowieka.
Gatunek wydaje się bardzo liczny tam, gdzie występuje.